# Региональная кухня

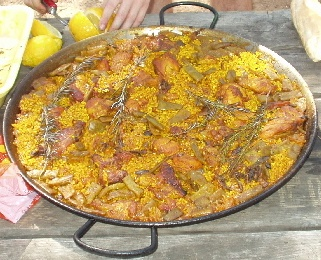
Паэлья — известное блюдо региона Валенсия

Региональная кухня — кухня отдельного национального региона (реже — наднационального), основанная на местных способах, рецептах, традициях приготовления и употребления пищи. Региональная кухня имеет отличия от кухни страны (национальной кухни) в целом.
Региональные кухни обычно основываются на традиционной крестьянской кухне, и, в отличие от высокой (столичной) кухни, региональная кухня — более естественна и проста. Региональная кухня в странах Европы, это во многом «народная» кухня. Региональная кухня восходит к патриархальному обществу, отражает приверженность к своей земле и своим продуктам.

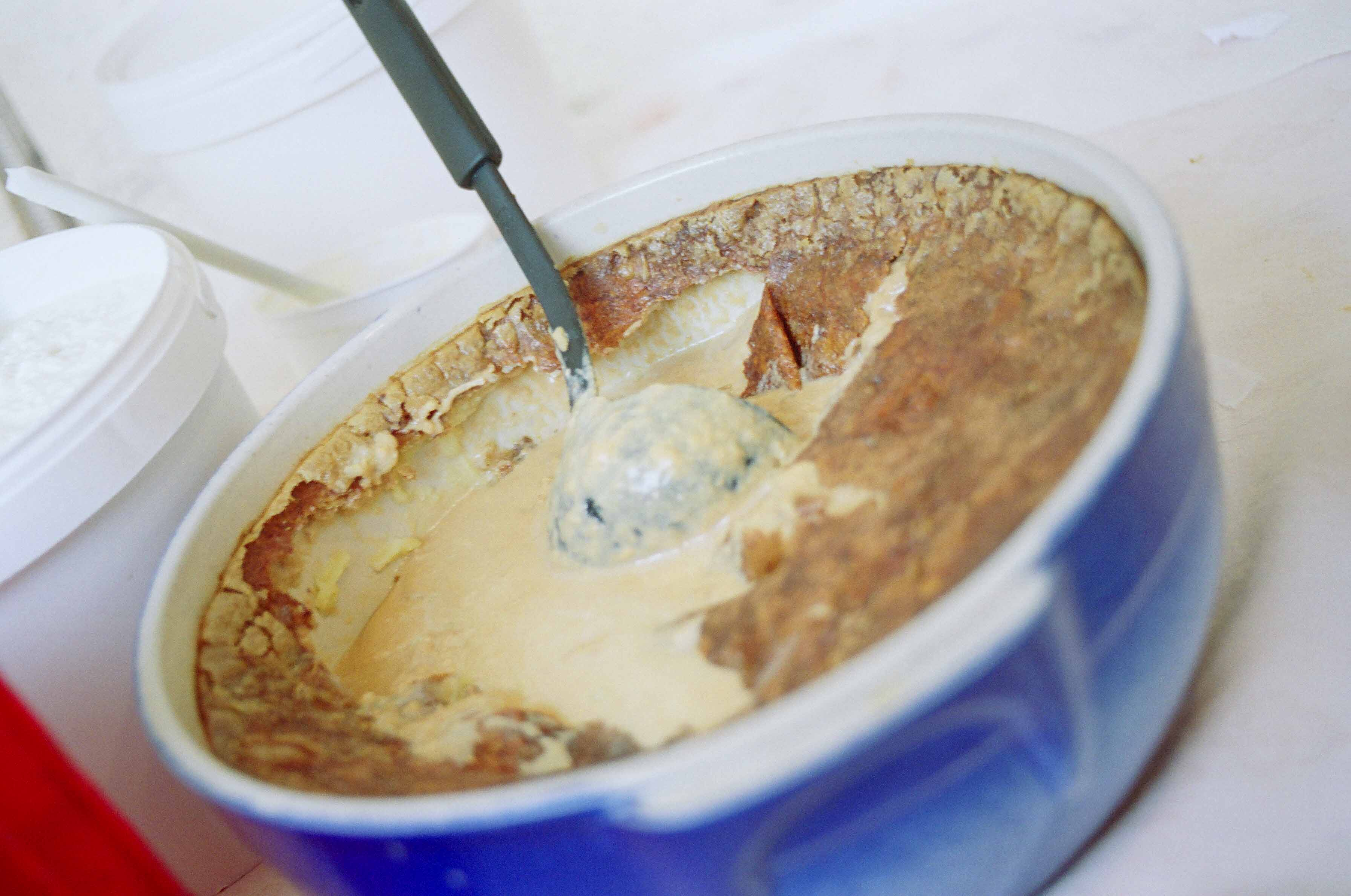
Тергуль — традиционное блюдо Нормандии

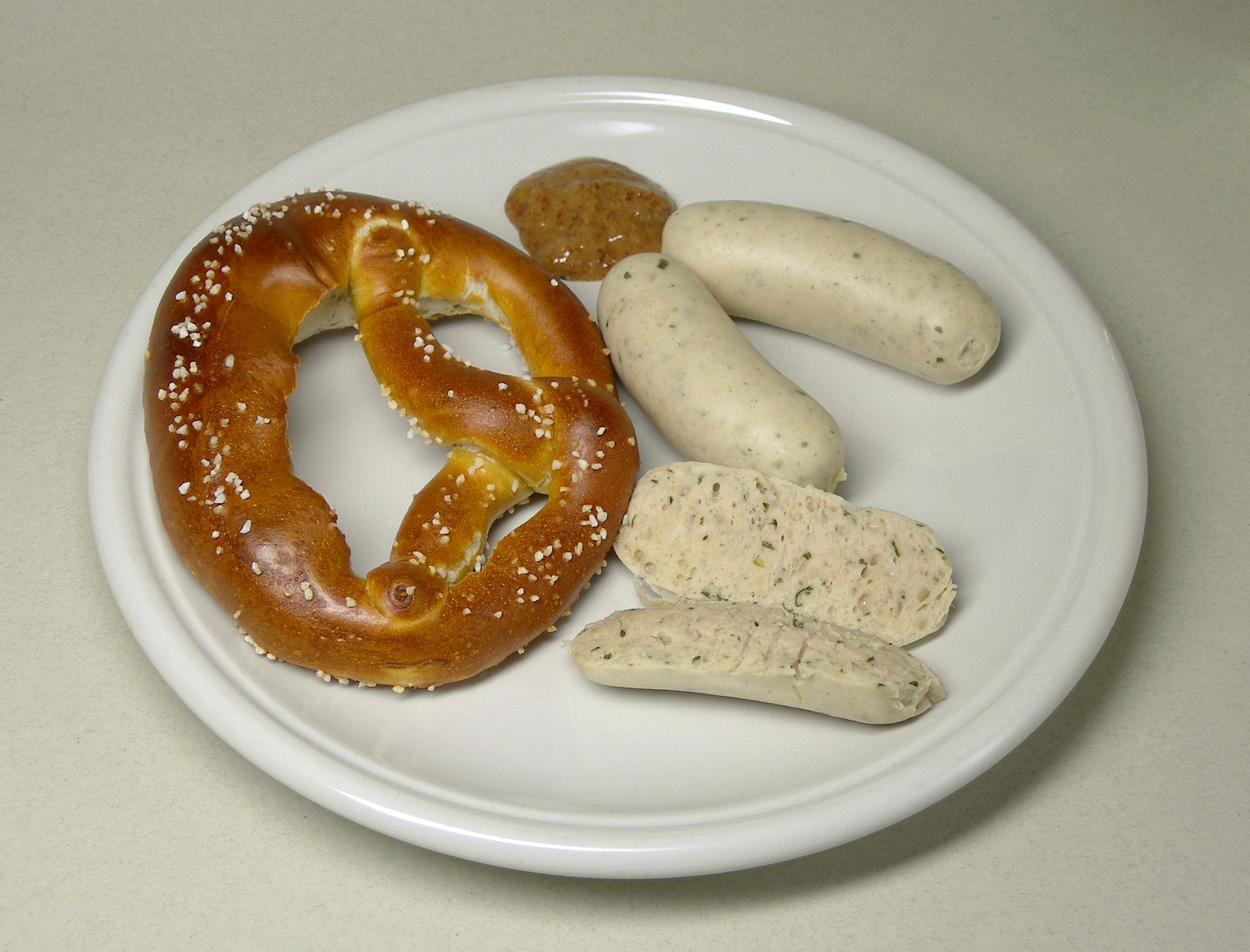
Белая мюнхенская колбаска, брецель и сладкая горчица из Баварии

В кухне региона используются, в основном, местные продукты, произведённые в том же регионе.
Региональные кухни могут различаться в зависимости от существующих продуктов, различных климатических условий, кулинарных традиций и обычаев, а также культурных различий. Существует прямая зависимость между климатом, рельефом региона, и особенностями региональной кухни. Например, во Франции и Италии есть районы преимущественно равнинной, горной или морской кухни, но есть и такие, которые сочетают несколько типов сразу.
Региональные традиции приготовления пищи, обычаи и ингредиенты часто объединяются для создания блюд, уникальных для конкретного региона. В то же время отдельные региональные блюда могут являться маркером региональной идентичности.
Региональные кухни часто называют в честь географических областей или регионов, из которых они происходят.
Так, в украинской кухне можно выделить карпатскую (гуцульскую), лемковскую, полесскую кухни, кухню центральной (Поднепровской) Украины, бессарабскую и одесскую кухни. Примером региональной русской кухни может служить северорусская кухня. Практически каждая федеральная земля Германии имеет свою собственную региональную кухню.
Местная региональная кухня демонстрирует культурную идентичность региона, способствует продвижению местных продуктов и развитию туризма.
Региональная кухня может носить ностальгический характер для мигрантов в национальные столичные центры.
Также выделяют наднациональную региональную кухню, объединяющую кулинарные традиции стран определённого историко-культурного региона. Примерами здесь могут служить кавказская кухня, средиземноморская кухня или балканская кухня.